# Gabriele Günz
Gabriele Günz (geb. Niebling; * 8. September 1961 in Eisenach) ist eine ehemalige deutsche Hochspringerin, die für die DDR startete.

## Leben
Bei den Leichtathletik-Halleneuropameisterschaften gewann sie 1986 in Madrid Silber und wurde 1988 in Budapest Sechste.
1988 wurde sie DDR-Meisterin, 1985 und 1987 Vizemeisterin. In der Halle errang sie 1985, 1988 und 1989 den DDR-Titel und wurde 1986 Vizemeisterin.
Gabriele Günz startete für den SC DHfK Leipzig. In den nach der Wende öffentlich gewordenen Unterlagen zum Staatsdoping in der DDR fand sich bei den gedopten Sportlerinnen auch der Name von Günz.

## Persönliche Bestleistungen
- Hochsprung: 1,97 m, 26. Juni 1987, Halle
  - Halle: 2,01 m, 31. Januar 1988, Stuttgart